# Noé Hernández
Noé Hernández Valentín (* 15. März 1978 in Chimalhuacán, Bundesstaat México; † 16. Januar 2013 ebenda) war ein mexikanischer Leichtathlet.
Bei den Olympischen Spielen 2000 in Sydney errang er die Silbermedaille im 20-km-Gehen. Mit einer Zeit von 1:19:03 h lag er nur vier Sekunden hinter dem Sieger Robert Korzeniowski (POL). Bei den Leichtathletik-Weltmeisterschaften 2003 in Paris wurde der Geher mit seiner persönlichen Bestzeit von 1:18:14 h Vierter.
Nach seinem Karriereende arbeitete Hernández u. a. als Sportbeauftragter der mexikanischen Regierungspartei Partido Revolucionario Institucional (PRI). Am 30. Dezember 2012 geriet Hernández in einer Bar in der Ortschaft Los Reyes La Paz in einen Schusswechsel, bei dem zwei Menschen getötet wurden, und wurde lebensgefährlich am Kopf verletzt. Nach mehreren Operationen wurde er am 8. Januar 2013 aus dem Krankenhaus entlassen und starb am 16. Januar 2013 an Herzversagen. Er wurde von Jerzy Hausleber trainiert.